# Rita Wilden
Pour les articles homonymes, voir Wilden et Jahn.
Rita Wilden, née Jahn le 9 octobre 1947 à Leipzig, est une athlète ouest-allemande. 
Aux Jeux olympiques d'été de 1972 à Munich, elle a remporté l'argent sur 400 m derrière l'Est-Allemande Monika Zehrt mais devant l'Américaine Kathy Hammond. Pour la première apparition aux jeux du relais 4 × 400 m féminin, elle remportait le bronze avec ses compatriotes Anette Rückes, Inge Bödding et Hildegard Falck derrière les équipes de la République démocratique allemande et des États-Unis.
Quatre ans plus tôt, elle avait déjà pris part aux Jeux olympiques d'été de 1968 sous son nom de naissance.
Aux championnats d'Europe de 1969, elle remportait deux médailles. Elle participa encore aux championnats d'Europe deux ans plus tard et aux jeux de Montréal sans gagner de médaille.

## Palmarès

### Jeux olympiques d'été
- Jeux olympiques d'été de 1968 à Mexico (Mexique)
  - éliminée en qualifications sur 200 m
  - 6e en relais 4 × 100 m
- Jeux olympiques d'été de 1972 à Munich (République fédérale d'Allemagne)
  -  Médaille d'argent sur 400 m
  -  Médaille de bronze en relais 4 × 400 m
- Jeux olympiques d'été de 1976 à Montréal (Canada)
  - éliminée en demi-finale sur 400 m
  - 5e en relais 4 × 400 m

### Championnats d'Europe
- Championnats d'Europe d'athlétisme de 1969 à Athènes (Grèce)
  -  Médaille d'argent en relais 4 × 100 m
- Championnats d'Europe d'athlétisme de 1971 à Helsinki (Finlande)
  - 6e sur 200 m
- Championnats d'Europe d'athlétisme de 1974 à Rome (Italie)
  -  Médaille de bronze sur 400 m

### Championnats d'Europe d'athlétisme en salle
- Championnats d'Europe d'athlétisme en salle de 1976 à Munich (république fédérale d'Allemagne)
  -  Médaille d'or sur 400 m